# Гандурино
Гандурино — село в Камызякском районе Астраханской области России. Входит в состав Образцово-Травинского сельсовета.

## География
Село находится в южной части Астраханской области, на левом берегу одноимённой протоки дельты реки Волги, на расстоянии примерно 26 километров (по прямой) к юго-юго-западу (SSW) от города Камызяк, административного центра района. Абсолютная высота — 27 метров ниже уровня моря.
Климат умеренный, резко континентальный. Характеризуется высокими температурами летом и низкими — зимой, малым количеством осадков, а также большими годовыми и летними суточными амплитудами температуры воздуха.

## Население
| 2002 | 2008 | 2010 |
| ---- | ---- | ---- |
| 422  | ↘397 | ↘374 |

Национальный и гендерный состав
По данным Всероссийской переписи в 2010 году , численность населения села составляла 374 человека (197 мужчин и 177 женщин, 52,7 и 47,3 %% соответственно). 
Согласно результатам переписи 2002 года, в национальной структуре населения русские составляли 58 %, казахи — 39 %.
| Национальность | Численность (2010) | Процент |
| -------------- | ------------------ | ------- |
| Русские        | 214                | 57,2%   |
| Казахи         | 140                | 37,4%   |
| Корейцы        | 6                  | 1,6%    |
| Кумыки         | 5                  | 1,3%    |
| Аварцы         | 4                  | 1,1%    |
| Не указана     | 5                  | 1,3%    |
| Всего          | 374                | 100%    |

## Инфраструктура
В селе функционирует фельдшерско-акушерский пункт (филиал ГБУЗ «Камызякская центральная районная больница»).

## Улицы
Уличная сеть села состоит из 4 улиц.